# Salemer Klosterweiher
Das Gebiet Salemer Klosterweiher ist ein 2007 eingerichtetes und mit Verordnung vom 5. Februar 2010 durch das Ministerium für Ernährung und Ländlichen Raum festgelegtes Europäisches Vogelschutzgebiet  (engl. Special Protection Area (SPA), SG-Nummer DE-8221-401) im Gebiet der baden-württembergischen Gemeinden Salem und Uhldingen-Mühlhofen im Bodenseekreis in Deutschland.

## Lage
Das 137 Hektar große Schutzgebiet Salemer Klosterweiher gehört naturräumlich zum Bodenseebecken. Die acht Teilflächen liegen nördlich von Uhldingen-Mühlhofen, südwestlich der Salemer Ortsmitte und westlich des Ortsteils Mimmenhausen auf einer Höhe von 409 bis 460 m ü. NN.

## Geologie
In der Würm-Eiszeit, vor etwa 20.000 Jahren, prägte der Rheingletscher die Landschaft zwischen Bodensee und Salem. Die Drumlins stellen hier heute die typische Geländeform der Endmoränenlandschaft dar.

## Fischweiher der Zisterzienser
Die eingebetteten Weiher – unter anderem Bifangweiher, Egelsee, Killenweiher, Markgräfinweiher, Martinsweiher, Olsenweiher und der Mendishauser Weiher beim Affenberg Salem – sind über Gräben miteinander verbunden, dienten der Reichsabtei Salem ehemals als Fischweiher und wurden über Jahrhunderte entsprechend bewirtschaftet. Gezüchtet wurden Karpfen, Forellen, Schleie und Hechte.

## Zusammenhängende Schutzgebiete
Das Schutzgebiet Salemer Klosterweiher wird überlagert von den Landschaftsschutzgebieten „Bodenseeufer“ (16 %) und „Salem-Killenweiher“ (68 %).

## Europäisches Vogelschutzgebiet
Wesentlicher Schutzzweck ist die Erhaltung und Aufwertung des Schutzgebiets mit Röhrichtbeständen, Erlen-Eschenwald und Buchenmischwald. Es gilt als Vogelrastgebiet von nationaler Bedeutung und wurde 2003 zum Europäischen Vogelschutzgebiet erklärt. Hier brüten oder rasten Zwerg- und Schwarzhalstaucher, Kolbenenten, Wasserralle, Drosselrohrsänger und Tafelenten. Das Schutzgebiet gilt als eines der wichtigsten Brutvorkommen von Drosselrohrsänger (Acrocephalus arundinaceus), Kolbenente (Netta rufina) und Zwergdommel (Ixobrychus minutus).
Aus der schützenswerten Fauna sind außerdem folgende Spezies zu nennen:
- Baumfalke (Falco subbuteo), ein Vertreter der Falkenartigen
- Eisvogel (Alcedo atthis), die einzige in Mitteleuropa vorkommende Art aus der Familie der Eisvögel (Alcedinidae)
- Rohrdommel (Botaurus stellaris), ein verborgen lebender Vogel aus der Familie der Reiher (Ardeidae)
- Tafelente (Aythya ferina), eine Art aus der Familie der Entenvögel (Anatidae)
- Schwarzhalstaucher (Podiceps nigricollis), ein Vertreter der Lappentaucher (Podicipedidae)
- Silberreiher (Casmerodius albus), auch aus der Familie der Reiher
- Wasserralle (Rallus aquaticus) ist eine Vogelart aus der Familie der Rallenvögel (Rallidae)
- Weißstorch (Ciconia ciconia), eine Vogelart aus der Familie der Störche (Ciconiidae); 1984 und 1994 Vogel des Jahres in Deutschland
- Zwergtaucher (Tachybaptus ruficollis), ebenfalls eine Art der Lappentaucher